# Jorge Zalamea
Jorge Zalamea Borda (Bogotá, 8 de março de 1905 - Bogotá, 10 de maio de 1969) foi um escritor, poeta, jornalista e diplomata colombiano, mais conhecido pelas suas obras de prosa satírica anti-ditadura. Seus poemas, dramas, romances e ensaios são notáveis pela sua riqueza linguística e estilo ascético e denso. Ele tipicamente explorava temas de igualdade e liberdade nos seus escritos. As suas obras mais conhecidas incluem El sueño de la escalinatas e El Gran Burundú-Burundá ha muerto. Foi-lhe atribuído o Prémio Lenine da Paz em 1967.
Em 1952, Zalamea fugiu da Colômbia para escapar ao regime repressivo do presidente Laureano Gómez. Mais tarde, nesse ano, em Buenos Aires, na Argentina, publicou uma das suas obras mais influentes, El gran Burudún-Burundá ha muerto, uma obra satírica denunciando Gómez. Em 1965 foi distinguido com o Prémio Casa de las Américas pelo seu livro "La poesía Ignorada y Olvidada".
Entre 1943 e 1945 foi embaixador no México. Em 1946-1947 foi Enviado Extraordinário e Ministro Plenipotenciário da Colômbia na Itália. Foi ministro da Educação de 7 de agosto de 1942 a 5 de setembro de 1942.
O seu filho Alberto Zalamea Costa foi também jornalista, político e diplomata.

## Obra publicada
- El regreso de Eva. Bogotá: Minerva, 1936.
- La vida maravillosa de los libros: viajes por las literaturas de España y Francia. Bogotá: Centro, 1941.
- Anabasis, por Saint-John Perse. Versión castellana de Jorge Zalamea. Ilustraciones, Giorgio de Chirico. Bogotá: Talleres de la Universidad Nacional, 1949.
- Minerva en la rueca y otros ensayos. Bogotá: Espiral, 1949.
- El gran Burundún-Burundá ha muerto. Buenos Aires: Imprenta López Quintero, 1952. Bogotá: Colombia Nueva, 1966.
- Elogios y otros poemas de Saint-John Perse. Versión castellana de Jorge Zalamea. México: B. Costa-Amic, 1964.
- El sueño de las escalinatas. Bogotá: Tercer Mundo, 1964. Bogotá: Canal Ramírez, 1972.
- La poesía ignorada y olvidada. La Habana: Casa de las Américas, 1965. Bogotá: Procultura, 1988. Prémio Casa de las Américas, 1965
- La metamorfosis de su Excelencia. Bogotá: Colombia Nueva, 1966.
- “Literatura, política y arte”. Letras Nacionales 9 (julio-agosto 1966). Bogotá: Colcultura, 1978.
- Las aguas de Vietnam; antología de la poesía vietnamita combatiente. Versiones, prólogo y notas, Jorge Zalamea. Bogotá: Colombia Nueva, 1967.
- Cantos: del alba, del combate y del atardecer. Bogotá: Instituto Colombiano de Cultura (Coleção popular), 1975.